# Доминик, Йозеф
Йозеф Доминик (пол. Józef Dominik; 10 марта 1894, Добчице — 10 сентября 1920) — польский шахматист.
Погиб на фронте во время Советско-польской войны.
С 1993 года проводятся мемориалы Йозефа Доминика.

## Спортивные результаты
| Год  | Город   | Турнир                                                                      | + | − | = | Результат | Место |
| ---- | ------- | --------------------------------------------------------------------------- | - | - | - | --------- | ----- |
| 1913 | Краков  |                                                                             |   |   |   | из        |       |
| 1914 | Краков  |                                                                             |   |   |   | из        |       |
|      | Мангейм | 19-й конгресс Германского шахматного союза, главный турнир «Б» (2-я группа) |   |   |   | 6 из      | 2     |
| 1915 | Вена    |                                                                             |   |   |   | из        |       |
| 1918 | Краков  |                                                                             |   |   |   | из        |       |
| 1919 | Варшава |                                                                             |   |   |   | из        |       |